# Malleola eburnea
Malleola eburnea är en orkidéart som beskrevs av Wally Suarez och James Edward Cootes. Malleola eburnea ingår i släktet Malleola och familjen orkidéer.
Artens utbredningsområde är Filippinerna. Inga underarter finns listade i Catalogue of Life.